# Billy Wright
Pour les articles homonymes, voir William Wright, Billy Wright (homonymie) et Wright.
William Ambrose Wright dit Billy Wright, né le 6 février 1924 à Ironbridge et mort le 3 septembre 1994 à Londres, était un footballeur anglais. Évoluant au poste de défenseur, il a effectué toute sa carrière dans un unique club : Wolverhampton Wanderers avec lequel il a notamment remporté trois Championnats d'Angleterre (1954, 1958 et 1959). Il a également disputé 105 matchs en équipe nationale d'Angleterre dont il fut capitaine à 90 reprises, il participe avec la sélection en tant que capitaine à trois Coupes du monde (1950, 1954 et 1958).
Après sa carrière sportive, il a été manager d'Arsenal dans les années 1960, consultant puis chef des pôles sportifs sur les chaînes de télévision d'Associated TeleVision et de Central Independent Television puis dirigeant des Wolverhampton Wanderers de 1990 à son décès en 1994 en raison d'un cancer.
En 2002, il inaugure l'English Football Hall of Fame et avait été élevé en 1959 au grade de Commandeur de l'Ordre de l'Empire britannique. Une statue à son effigie fut dressée devant l'entrée du Molineux Stadium en 1996 dont l'une des tribunes porte son nom.

## Biographie

### Enfance
Né à Ironbridge dans le Shropshire, il débute au football au poste d'attaquant au Madeley Wood Modern School. À 14 ans, il est pris dans le staff du jardinage du Molineux Stadium, stade des Wolverhampton Wanderers, c'est ainsi qu'il fait parallèlement ses débuts avec ce club qui lui propose un essai de huit mois puis intègre l'équipe B puis la première équipe à l'âge de 15 ans contre Notts County en 1939.

### Carrière de footballeur
À 17 ans, il signe son premier contrat professionnel mais la Seconde Guerre mondiale force le club des Wolves à suspendre toute participation sportive. Il poursuit alors sa carrière à Leicester City au poste d'attaquant et de défenseur jusqu'en 1942 et son retour aux Wolves. En 1943, il rejoint l'armée en tant d'instructeur physique tout en disputant une centaine de matchs durant cette période de guerre. À la fin du conflit, il devient capitaine de l'équipe première après la retraite sportive du capitaine Stan Cullis. Sous le capitanat de Wright, les Wolves remporte à trois reprises le Championnat d'Angleterre dans les années 1950 (1953, 1958 et 1959) ainsi qu'une Coupe d'Angleterre en 1949, durant cette décennie il ne manque que 31 rencontres, notamment en raison de ses convocations en équipe nationale d'Angleterre.
En effet, ses performances en club le conduisent à être appelé en sélection nationale avec laquelle il débute le 19 janvier 1946 contre la Belgique pour une victoire 2-0, cependant en raison du conflit cette rencontre n'est pas considéré comme une rencontre officielle. C'est donc le 28 septembre 1946 à 22 ans contre l'Irlande du Nord qu'il dispute sa première rencontre internationale officielle pour une victoire 7-2 avec un triplé de Wilf Mannion, ses débuts en sélection sont appréciés, notamment en raison du duo défensif qu'il forme avec Neil Franklin qui le 16 mai 1948 parvient à repousser toutes velléités offensives de l'Italie à Turin où l'Angleterre s'impose 4-0. En 1948, on lui confie le capitanat de l'équipe d'Angleterre à la suite de la blessure du capitaine George Hardwick contre l'Écosse (entre-temps le gardien Frank Swift occupe cette fonction trois matchs), rôle qu'il occupe jusqu'à sa retraite sportive en 1959 et lui permet de détenir le record de capitanat en sélection anglaise avec 90 rencontres. En 1949, il inscrit son premier but international contre la France (premier but d'un défenseur anglais depuis la fin de la guerre) puis un second contre l'Italie six mois plus tard.
Il participe alors à sa première Coupe du monde en 1950 au Brésil, cependant son duo avec Franklin n'est pas reconduit en raison du départ de ce dernier pour le Championnat de Colombie dont la FIFA ne reconnaît pas la fédération colombienne et est exclu de la sélection malgré son retour au pays. Ce tournoi tourne au fiasco après une défaite contre les États-Unis (0-1), ce résultat élimine l'Angleterre dès le premier tour. Une fois de retour en Angleterre, Wright inscrit son troisième et dernier but en sélection contre l'Irlande du Nord (pour une victoire 4-1). En 1953, l'équipe d'Angleterre perd pour la première fois chez elle contre une sélection non-britannique, la Hongrie la bat 6-3 à Wembley, un match retour est disputé l'année suivante à Budapest où seuls quatre joueurs anglais de la première rencontre sont présents dont Wright. À Budapest, c'est une sévère défaite qu'attend les Anglais sur un score sans appel de 1-7.
En 1954, se profile la seconde Coupe du monde pour Wright. À la différence de 1950, l'Angleterre s'extirpe de son groupe en battant la Suisse (2-0) et en tenant en échec la Belgique (4-4) mais est éliminée en quarts de finale par l'Uruguay (2-4). Deux plus tard, l'Angleterre bat dans un match amical à Wembley le Brésil 4-2 et semble mieux organisé dans l'optique de la Coupe du monde 1958. Cependant, le crash aérien de Munich de 1958 décime une partie de l'équipe de Manchester United, c'est donc diminuée que l'Angleterre et Wright se présente à la Coupe du monde 1958 en Suède. L'Angleterre ne perd aucun match de poule mais ne gagne non plus aucun match, elle est éliminée en phase de poule après trois matchs nuls contre l'URSS (2-2), le Brésil (0-0) et l'Autriche (2-2), elle dispute alors un match de qualification contre l'URSS (car égalité de points) qu'elle perd 0-1.
En 1959, Wright dispute son centième match en équipe d'Angleterre contre l'Écosse, il est le premier footballeur à franchir cette barre de cent sélections. Il dispute cinq autres rencontres avant de prendre sa retraite sportive après un ultime match en sélection contre les États-Unis à Los Angeles pour une victoire anglaise 8-1.
Il fait donc au total 105 apparitions (dont 90 en tant que capitaine) en équipes nationales dont 70 consécutives et y a inscrit 3 buts. Il est le premier footballeur au monde à atteindre et dépasser la barre des 100 sélections, il est aujourd'hui le cinquième footballeur le plus capé de l'histoire de l'équipe d'Angleterre, dépassé depuis par Peter Shilton, Bobby Moore, David Beckham et Bobby Charlton ; et le seul à avoir aligné 70 matchs consécutifs.
En août 1959, il prend sa retraite sportive après 541 rencontres avec les Wolves et 105 avec l'équipe d'Angleterre.

### Carrière d'entraîneur
En 1960, il prend en charge l'équipe de jeune de la sélection d'Angleterre avant d'être appelé en 1962 au poste de manager d'Arsenal FC (dont il était supporter dans sa jeunesse) pour remplacer George Swindin. Malgré son manque d'expérience, il parvient à qualifier pour la première fois Arsenal en compétition européenne en Coupe des villes de foires 1963-1964 après une 7e place en championnat en 1963. Mais lors de sa dernière saison au club en 1966, c'est une 14e place en championnat qu'attend Arsenal ce qui précipite son départ, le club enregistre également la pire affluence de son histoire à Highbury avec 4 554 spectateurs contre Leeds United le 5 mai 1966. Il a cependant permis à Arsenal de recruter entre autres les internationaux Bob Wilson, Joe Baker, Frank McLintock ou Ian Ure.

### L'après-football
Wright ne fait pas la une des journaux avant son mariage avec Joy Berveley, membre des Beverley Sisters, qui devient un évènement médiatique.

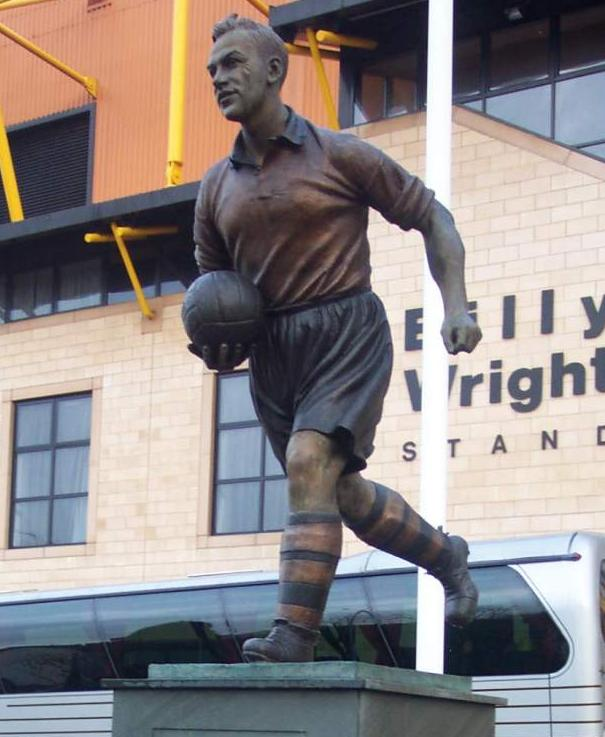
Statue à l'effigie de Billy Wright à l'entrée du Molineux Stadium.

Après son retrait du poste de manager d'Arsenal FC, il devient consultant de télévision puis chef des pôles sportifs sur les chaînes de télévision d'Associated TeleVision et de Central Independent Television jusqu'en 1989. L'année suivante, il rejoint Wolverhampton Wanderers FC en tant que dirigeant au côté du président Jack Hayward.
Il meurt des suites d'un cancer de l'estomac le 3 septembre 1994 à l'âge de 70 ans.

## Honneurs
Pour ses services rendus au football, il est élevé au grade Commandeur de l'Ordre de l'Empire britannique (CBE) en 1959. En 2002, il inaugure à titre posthume l'English Football Hall of Fame en reconnaissance de son impact sur le jeu anglais.
Une statue à son effigie est installé à l'entrée du stade des Wolves Molineux Stadium en sa mémoire depuis 1996, une des tribunes du même stade porte son nom.
Il a été à de nombreuses reprises nommé au Ballon d'or. En 1956, il termine 9e et deuxième Anglais derrière le vainqueur Stanley Matthews, en 1957 il termine 2e derrière Alfredo Di Stéfano et en 1958 c'est une 6e place et meilleur Anglais. En 1952, il est élu footballeur de l'année par les membres de la Football Writers' Association.

## Statistiques
| Année/Parcours        | Club                    | Pays                  | Championnat | Championnat | Coupe nationale | Coupe nationale | Coupe d'Europe | Coupe d'Europe | Sélection nationale | Sélection nationale |
| --------------------- | ----------------------- | --------------------- | ----------- | ----------- | --------------- | --------------- | -------------- | -------------- | ------------------- | ------------------- |
| Année/Parcours        | Club                    | Pays                  | M.          | B           | M.              | B               | M.             | B              | M.                  | B                   |
| 1939-1940             | Wolverhampton Wanderers | Angleterre            | 0           | 0           | 0               | 0               | -              | -              | -                   | -                   |
| 1945-1946             | Wolverhampton Wanderers | Angleterre            | -           | -           | 4               | 3               | -              | -              | -                   | -                   |
| 1946-1947             | Wolverhampton Wanderers | Angleterre            | 34          | 1           | 3               | 0               | -              | -              | 8                   | 0                   |
| 1947-1948             | Wolverhampton Wanderers | Angleterre            | 39          | 5           | 3               | 0               | -              | -              | 6                   | 0                   |
| 1948-1949             | Wolverhampton Wanderers | Angleterre            | 35          | 2           | 7               | 0               | -              | -              | 8                   | 1                   |
| 1949-1950             | Wolverhampton Wanderers | Angleterre            | 35          | 3           | 6               | 0               | -              | -              | 10                  | 1                   |
| 1950-1951             | Wolverhampton Wanderers | Angleterre            | 38          | 0           | 7               | 0               | -              | -              | 3                   | 1                   |
| 1951-1952             | Wolverhampton Wanderers | Angleterre            | 39          | 0           | 3               | 0               | -              | -              | 8                   | 0                   |
| 1952-1953             | Wolverhampton Wanderers | Angleterre            | 38          | 1           | 1               | 0               | -              | -              | 8                   | 0                   |
| 1953-1954             | Wolverhampton Wanderers | Angleterre            | 39          | 0           | 1               | 0               | -              | -              | 10                  | 0                   |
| 1954-1955             | Wolverhampton Wanderers | Angleterre            | 39          | 1           | 4               | 0               | -              | -              | 7                   | 0                   |
| 1955-1956             | Wolverhampton Wanderers | Angleterre            | 37          | 0           | 1               | 0               | -              | -              | 9                   | 0                   |
| 1956-1957             | Wolverhampton Wanderers | Angleterre            | 40          | 0           | 2               | 0               | -              | -              | 8                   | 0                   |
| 1957-1958             | Wolverhampton Wanderers | Angleterre            | 38          | 0           | 4               | 0               | -              | -              | 11                  | 0                   |
| 1958-1959             | Wolverhampton Wanderers | Angleterre            | 39          | 0           | 2               | 0               | 2              | 0              | 9                   | 0                   |
| Total par compétition | Total par compétition   | Total par compétition | 490         | 13          | 48              | 3               | 2              | 0              | 105                 | 3                   |
| Total                 | Total                   | Total                 | 542 (16)    | 542 (16)    | 542 (16)        | 542 (16)        | 542 (16)       | 542 (16)       | 542 (16)            | 542 (16)            |

## Palmarès
- En club :
  - Champion d'Angleterre : 1954, 1958 et 1959 (Wolverhampton Wanderers).
  - Vainqueur de la Coupe d'Angleterre : 1949 (Wolverhampton Wanderers).
  - Vainqueur de la Charity Shield : 1949 (Wolverhampton Wanderers).

- En sélection :
  - Participation à trois Coupes du monde en tant que capitaine : 1950 (1er tour), 1954 (quart-de-finale) et 1958 (1er tour).
  - 105 sélections et 3 buts (il fut le premier footballeur à atteindre et dépasser les 100 sélections, il détient le record de matchs dont il fut capitaine en équipe d'Angleterre).